# Тонон Ле Бен
Тонон Ле Бен (фр. Thonon-les-Bains) град је у Француској, у департману Горња Савоја.
По подацима из 1999. године број становника у месту је био 28.927.

## Демографија
| 1962.  | 1968.  | 1975.  | 1982.  | 1990.  | 1999.  | 2011.  |
| ------ | ------ | ------ | ------ | ------ | ------ | ------ |
| 17.080 | 20.700 | 26.354 | 26.040 | 29.677 | 28.927 | 33.928 |

## Партнерски градови
- Чачак
- Ебербах
- Мерсер Ајланд